# Domessargues
Domessargues – miejscowość i gmina we Francji, w regionie Oksytania, w departamencie Gard.
Według danych na rok 1990 gminę zamieszkiwało 251 osób, a gęstość zaludnienia wynosiła 34 osoby/km² (wśród 1545 gmin Langwedocji-Roussillon Domessargues plasuje się na 665. miejscu pod względem liczby ludności, natomiast pod względem powierzchni na miejscu 883.).